# Драган Поповић Суља
Драган Поповић Суља (Горња Драгуша, код Блаца, 10. септембар 1917 — Ниш, 6. децембар 1976) је био учесник Народноослободилачке борбе и послератни начелник СУП-а у Блацу, Прокупљу, Куршумлији, Бору и Нишу.

## Биографија
Рођен је 10. септембра 1917. године у селу Горња Драгуша, код Блаца. По завршетку основне школе у родном селу, уписао је средњу пољопривредну школу. Како је у школи постојала јака организација Савеза комунистичке омладине Југославије (СКОЈ), Суља се укључио у њу, и већ 1938. године је постао руководилац СКОЈ-а у школи. Убрзо је организовао штрајк ученика, којим су тражени бољи услови учења и бољи однос наставника према ђацима. Нешто касније је ухапшен, јер је његова СКОЈ-евска организација учествовала у штрајку радника. У затвору је провео два месеца и после тога је пуштен јер суд није могао да докаже његову кривицу.
У време напада нацистичке Немачке на Краљевину Југославију, априла 1941. године, и ако није био војник, Драган је, одазивајући се позиву Комунистичке партије Југославије, добровољно ступио у војску и у борби за ослобођење више пута заробљаван, рањаван и мучен од стране Недићевих, бугарских и других страних и издајничких војника.

## Народноослободилачка борба
Воз у Белољину - Учествовао је у једној од првих диверзија на подручју Топличког округа, у нападу на немачки воз који је превозио муницију и алате, храну и одећу за немачке војнике стациониране у Грчкој. То је нанело доста штете фашистичком окупатору и уједно помогло слабо наоружаним борцима НОР-а да се окрепе и припреме за даљу борбу.
Као једном од најзначајнијих комуниста тога краја, Недићева војска је запалила његову кућу у којој је оставила његову, непуну годину стару, ћерку Биљану да изгори са кућом. Слабашна жена и маћеха нису могли да спасу ни дете ни кућу која је изгорела скоро до самог темеља. Али то није поколебало Драгана који одлучно наставља да се бори против окупатора и домаћих издајника.
Затим је дошла Топличко-јабланичка операција 1944 Вермахта. Уз много знања и среће избегао је судбину пуно сабораца који су положили своје животе за ослобађање домовине од све слабијег и уплашенијег окупатора. Један од начина на који је избегавао смрт било је и болно скривање у пшеници, где је уз помоћ сламчице пшенице морао да дише и уједно трпи уједе разних инсеката.
Једном приликом чак и бива заробљен од стране четника, који су вршили терор по селу. Затворили су га и мучили у згради некадашњег старог млина. Био је мучен различитим методама доступним тадашњим сарадницима окупатора, али никада није одао своје саборце и није издао своју земљу и идеју за коју се борио. Тешко измучен присуствовао је и гнусном чину мрцварења мртвог тела свог саборца и малтретирању његове старе мајке. Наиме, четници су тражили да мајка гази свог мртвог сина који је лежао у центру села. Јадна жена није пристала на то и на крају јој је, после батина, ипак дозвољено да преузме и сахрани свог сина. Драгана су, у недостатку доказа, пустили и он после тога више није напуштао шуме и партизанске положаје.
Рат се завршио победом партизана и ослобађањем од фашиста.

## Послератни период
Први конфликт са појединцима из КПЈ имао је непосредно после рата, када су партизани заробили неколико његових комшија и познаника који су били у четницима. По наређењу претпостављених четници су требало да буду одведени на гробље на брду и стрељани. Драган је упркос томе и на молбу родитеља и пријатеља познаника, а и по својој савести, ослободио људе и послао их кућама, са одговором да он гарантује да ти људи нису учествовали у борбама против комуниста и да нису сарађивали са окупатором. Он је због тога изгубио 3 чина и репутација доследног комунисте му је била делимично окрњена, али је остао чисте савести и образа, због чега су га људи веома ценили и поштовали.
Следећи конфликт, додуше мало мање озбиљан, био је када је позван на доделу Партизанске споменице. Сазнајући коме се све Партизанска споменица уручује, на изненађење свих одбија да је прими са образложењем да је за њега понижење да носи одликовање са слабо моралним људима, које је све набројао по имену и презимену.
Као страсни русофил имао је, наравно, проблема и када се Тито обрачунавао са Стаљином. После Резолуције Информбироа против КПЈ почела су хапшења припадника Информбироа под фирмом да су припадници НКВД, да су шпијуни, белогардејци и експоненти Совјетске обавештајне службе и сл. Драган је био у притвору 10 дана и нико од породице није знао нити је смео да пита ништа о њему. Он се вратио и никада није причао о томе шта се десило, где је и зашто био затворен.
Заслужан је за изградњу нове основне школе у Горњој Драгуши, као и за асфалтирање пута до села, изградњу бетонског моста и увођење редовне аутобуске линије. На његову иницијативу и залагање изграђене су и пошта, Дом културе, музеј, сала и здравствена амбуланта, као и споменик палим борцима у центру села. Његови савременици имали су само речи хвале за све што је он урадио.

## Болест и смрт
Доживео је шлог и после тешке болести умро у Нишу 6. децембра 1976. године у 59-ој години живота.
Његова сахрана била је несумњиво највећа сахрана у Горњој Драгуши икада. Сандук са његовим телом био је изложен у школи, а сви ђаци су били присутни одавању почасти највећем Драгушанцу тога времена. И не само ђаци, сахрани су присуствовали сви становници села и околине, као и тадашњи начелници СУП-ова Ниш, Прокупље и Блаце, Народни хероји Топличког округа, председници околних општина и многи други.
Годинама после његове смрти причало се о томе шта је све тај човек жртвовао и колико је помогао развоју села и целокупне зајднице. Они који га памте и даље га неретко спомињу у својим причама.